# Naissance en 1204
Naissance
- 1200
- 1201
- 1202
- 1203
- 1204
- 1205
- 1206
- 1207
- 1208

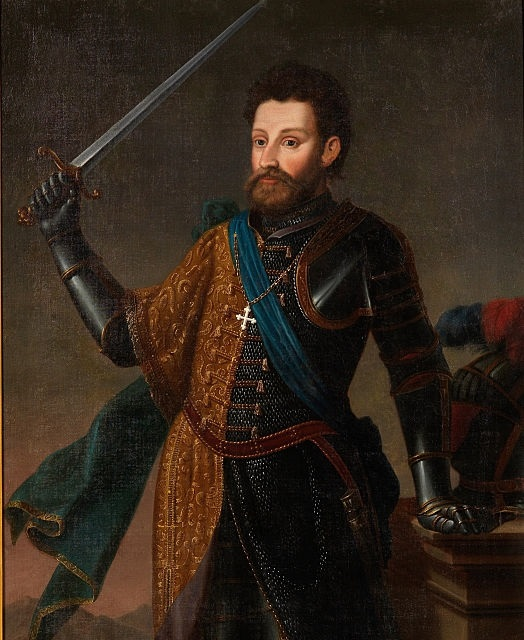
Henri Ier de Castille, né en 1204.

Cette page dresse une liste de personnalités nées au cours de l'année 1204 :
- 14 avril : Henri Ier de Castille, roi de Castille.

- Abu al-Baqa al-Rundi, ou Abu Mohammed Salih Ben Abi Charif al-Rundi, poète andalous.
- Anne de Bohême, Duchesse consort de Pologne.
- Håkon IV de Norvège, roi de Norvège.
- Henri le Raspon, landgrave de Thuringe et antiroi opposé à Conrad IV.
- Marguerite d’Autriche, reine de Germanie puis reine consort de Bohême.
- Marie de Courtenay, impératrice byzantine de Nicée.
- Raymond Nonnat, religieux de l'Ordre de la Merci.
- Karma Pakshi, second Karmapa, premier tulkou reconnu au Tibet.
- Raimond II Trencavel, membre de la maison Trencavel.

date incertaine (vers 1204)
- Othon Ier de Brunswick, premier duc de Brunswick et Lunebourg.

## Crédit d'auteurs
- Cet article est partiellement ou en totalité issu de l'article intitulé « 1204 » (voir la liste des auteurs).